# Fritz Bauer
Fritz Bauer (født 23. juni 1906 i Breslau, død 19. september 1992 i Mannheim) var en tysk roer og olympisk guldvinder.
Bauer, der var styrmanden, stillede op for MRV Amicitia i Mannheim. Han var med i den tyske otter ved OL 1928 i Amsterdam, hvor tyskerne nåede kvartfinalen, hvor de blev besejret af den britiske båd, der senere vandt sølv.
Ved OL 1932 i Los Angeles var han igen med i otteren, der denne gang blev elimineret i opsamlingsheatet.
Han var med i Amicitia-båden (med et par roere fra Ludwigshafen), der deltog i OL 1936 i Berlin og vandt sit indledende heat i ny olympisk rekordtid. I finalen vandt de ligeledes sikkert, efter at den schweiziske båd havde ført første halvdel af løbet; Schweiz fik sølv og Frankrig bronze. Den tyske båds øvrige besætning var Walter Volle, Ernst Gaber, Paul Söllner og Hans Maier.
Bauer var med til at vinde i alt otte tyske mesterskaber, det sidste i 1947. Han var manufakturhandler af profession.

## OL-medaljer
- 1936:  Guld i firer med styrmand